# Litsea tenuipes
Litsea tenuipes är en lagerväxtart som beskrevs av Henry Nicholas Ridley. Litsea tenuipes ingår i släktet Litsea och familjen lagerväxter. Inga underarter finns listade i Catalogue of Life.